# Moïsette Olier
Pour les articles homonymes, voir Olier.
Moïsette Olier, de son vrai nom Corinne P. Beauchemin (née le 30 septembre 1885 aux Forges du Saint-Maurice, morte le 17 juin 1972) est une écrivaine québécoise.

## Biographie
Moïsette Olier a été collaboratrice des journaux Le Bien public, Le Nouvelliste et Le Mauricien.
L'œuvre de Moïsette Olier contribue au courant littéraire dit régionaliste,. À la faveur de ce fort courant, favorisé notamment par le tricentenaire de la fondation de Trois-Rivières, en 1934, la région de Trois-Rivières traverse alors une période de « renaissance littéraire », dont le but est de mettre en valeur la culture et l’histoire de la Mauricie.
Elle a habité à Shawinigan.  En 1929, elle épouse Joseph Garceau, qui a été le premier médecin de la ville de Shawinigan.
En 1944, elle s'installe à Montréal.
Elle aurait choisi le pseudonyme Moïsette Olier en référence au nom de son arrière grand-père, Moïse Olier.

## Œuvres
- L'Homme à la Physionomie macabre, Éditions Édouard Garand, 1927, roman[7]
- « Le St-Maurice », dans Au pays de l’énergie, Éditions du Bien public, Trois-Rivières, 1932, 43 p.
- Cha8inigane, Éditions du bien public, 1934, 66 p[8], une sorte de poème en prose[7], composé de 14 tableaux qui recrée l'histoire de Shawinigan[2]
- Mademoiselle Sérénité, Le Nouvelliste, 1936, La Revue moderne, 1937, 32 p., ayant pour toile de fond le tricentenaire de Trois-Rivières[2]
- Cendres, roman, paru en feuilleton dans le journal Le Bien public[6]
- Étincelles, Le Nouvelliste, Trois-Rivières, 1936, roman, version remaniée de Cendres[6]. Olier y décrit le monde prospère des Forges du Saint-Maurice dans le dernier quart du XIXe siècle[9].

Cha8inigane est illustré par Rodolphe Duguay et Étincelles est illustré par Henri Beaulac.

## Honneurs
- La rue Moïsette-Olier, à Shawinigan, nommée en 1976.
- La baie Moïsette-Olier, une baie du Saint-Maurice, nommée en 1982.